# Boa (beklædningsdel)
 For alternative betydninger, se Boa. (Se også artikler, som begynder med Boa)
Boa er et langt, smalt sjal eller en krave for damer. Den er oftest fremstillet af pels eller fjer, for eksempel fra strudse. Beklædningsdelen er formet som en slange og bæres løst eller slynget som et skærf om halsen og over skuldrene.
Boaer kom på mode i løbet af 1800-tallet, og bæres i særdeleshed sammen med finere kjoler og formel damepåklædning. Tilsvarende skærf af pelsværk kan også kaldes for stola. Stolaer af pels med dyrehoveder, for eksempel af ræv eller mink, bæres oftest uden på overtøj.
Betegnelsen boa kommer fra fransk som igen har hentet ordet fra det latinske ord for slange.